# Прицеп-трансформер

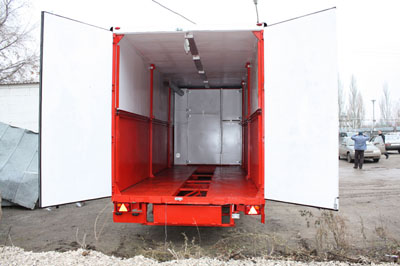
Прицеп-трансформер в не собранном виде

Прицеп-трансформер — транспортное средство, не оборудованное двигателем и предназначенное для движения в составе с механическим транспортным средством.

## Сферы использования
Прицеп-трансформер могут использоваться практически в любых целях. Основными вариантами использования на сегодняшний день являются передвижные мобильные автомойки (прицеп-автомойка), магазины различных профилей (мобильные торговые павильоны шаговой доступности), аптечные пункты (передвижная аптека на базе прицепа), салоны сотовой связи и другое (в прицепах-трансформерах организовывают 5D кинотеатр, SPA- салон, передвижной автосервис).
В основном прицепы трансформеры используются в бытовых или коммерческих целях в виде стационарного помещения, а транспортируются исключительно в целях смены его постоянного места парковки. Транспортируется прицеп-трансформер со скоростью не превышающей 60 километров в час. В местах парковки такой вид прицепа собирается в помещение с полезной площадью до 40 квадратных метров.
Преимущество использования помещения в прицепе трансформере в отличие от использования помещений в здании заключается в мобильности и возможности быстрой смены расположения в случае необходимости. При этом, юридически, прицеп трансформер не является помещением, и официально остается всего лишь транспортным средством. Поэтому не требует разрешений со стороны контролирующих органов в установке помещения, а является всего лишь припаркованным прицепом.

## Разновидности прицепов трансформеров

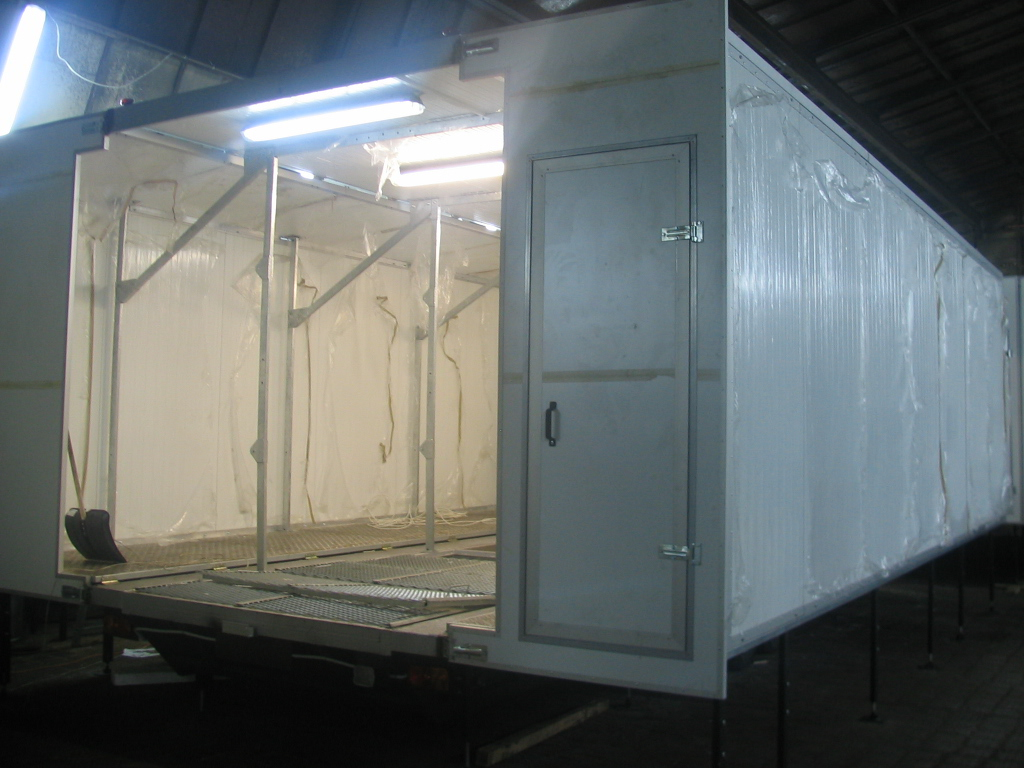
Прицеп-трансформер в разложенном виде

Конструкции прицепов-трансформеров имеют различные способы трансформации в своё рабочее основное состояние. К примеру у некоторых моделей борта прицепа откидываются, создавая дополнительную поверхность пола и потолка помещения. Откинутые нижние борта имеют прочную опору на нескольких десятках домкратов, верхние борта прицепа трансформера опираются на специальные штативы. В качестве боковых стенок между откинутыми бортами служат специальные панели изготовленные из пенополиуретана.